# Casiraghi (cognome)
Casiraghi è un cognome di lingua italiana.

## Varianti
Casirago.

## Origine e diffusione
Il cognome è tipicamente lombardo.
Potrebbe derivare dal toponimo Casirago; è affine al cognome Casa.
La variante Casirago copre il medesimo areale.

## Persone
- Alberto Casiraghi (noto anche col cognome Casiraghy) – editore, aforista e illustratore italiano
- Andrea Casiraghi – nobile monegasco
- Cesare Casiraghi – pubblicitario italiano